# Volker Klüpfel

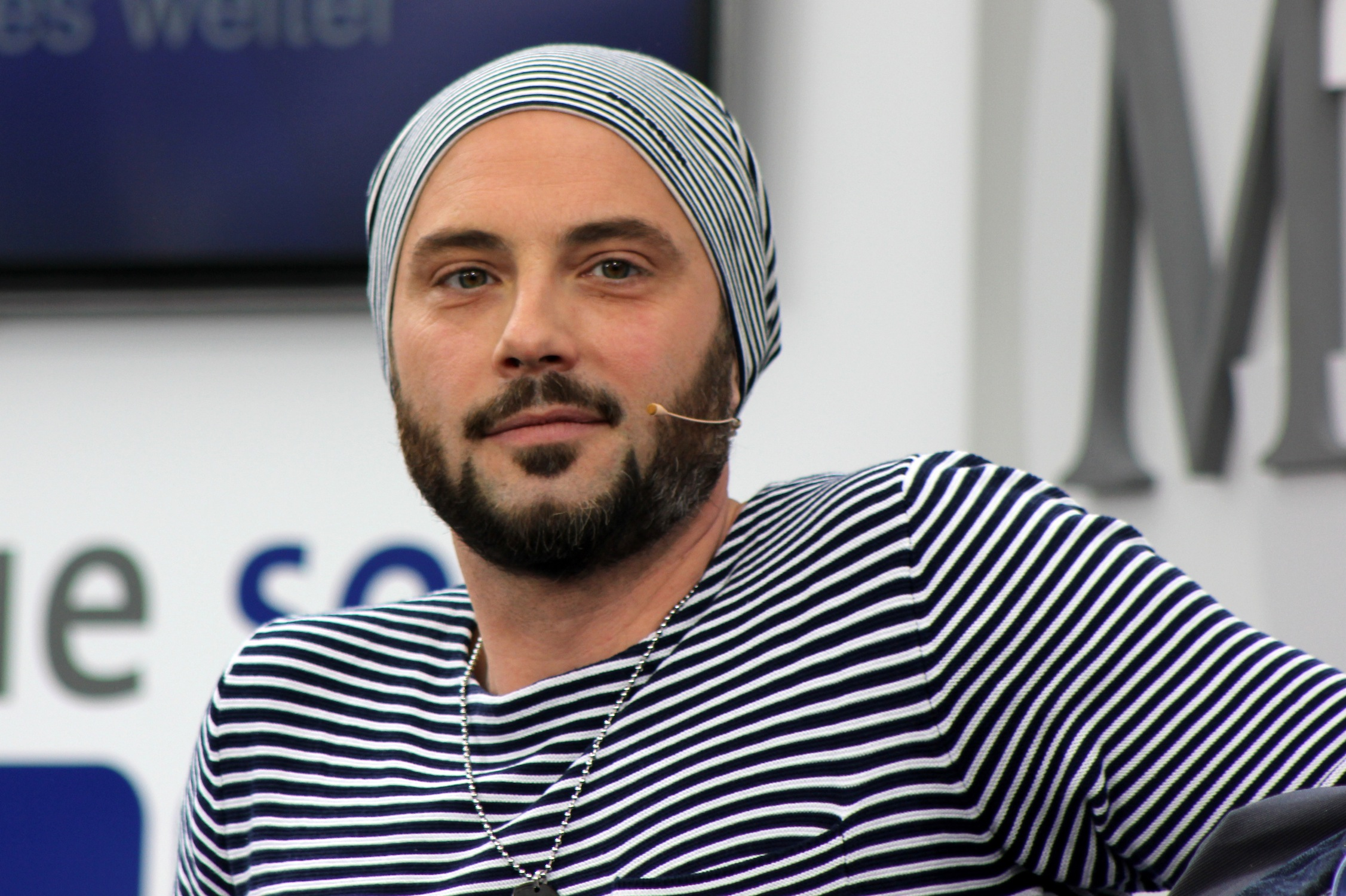
Volker Klüpfel Leipziger Buchmesse 2013

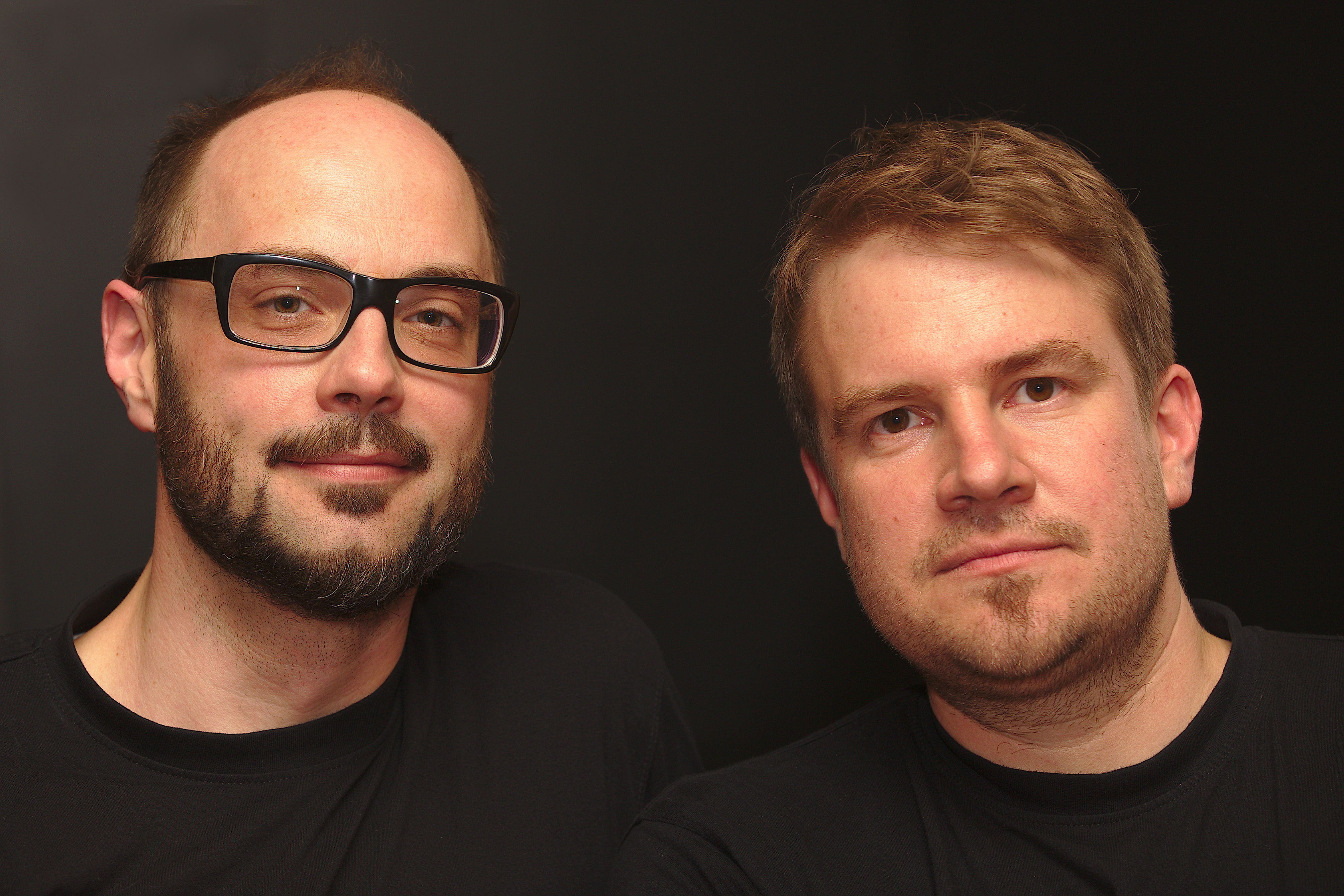
Volker Klüpfel (links) und Michael Kobr 2013

Volker Klüpfel (* 1971 in Kempten (Allgäu)) ist ein deutscher Krimiautor. Bekannt ist er vor allem durch die mit Michael Kobr geschriebene Reihe um den Allgäuer Kommissar Kluftinger.

## Leben
Volker Klüpfel wuchs in Altusried im Allgäu auf. Er besuchte das Allgäu-Gymnasium Kempten und studierte dann Politikwissenschaft, Geschichte, Kommunikationswissenschaft und Journalistik. Nach dem Studium arbeitete er als Journalist bei einer amerikanischen Zeitung und beim Bayerischen Rundfunk, bevor er ein Zeitungsvolontariat begann. Klüpfel war bis August 2008 Kulturredakteur der Memminger Zeitung, im September 2008 wechselte er zur überregionalen Kulturredaktion der Augsburger Allgemeinen und wohnt seitdem in Augsburg. Seit 2012 ist er hauptberuflich Autor. Klüpfel ist Mitglied im Rotary Club.

## Schriftstellerische Tätigkeit
Zusammen mit Michael Kobr schrieb er den Überraschungserfolg Milchgeld, einen Kriminalroman, mit dem es das Duo in die bundesweiten Bestsellerlisten schaffte und der inzwischen über 750.000 Mal verkauft wurde. Die Hauptfigur des Buches ist der schrullige Kommissar Kluftinger. Der zweite Krimi mit Kommissar Kluftinger, Erntedank, belegte wochenlang Platz fünf in der Focus-Bestsellerliste. Der dritte Krimi des Duos, Seegrund, erschien im September 2006 und platzierte sich sofort in den Bestsellerlisten, wo er sich über zehn Monate hielt. Damit waren Klüpfel und Kobr die deutschen Autoren mit der längsten Verweildauer in den Bestsellerlisten 2006/2007 (höchste Platzierung im Spiegel Platz 5, im Focus Platz 2). Insgesamt erreichten ihre Bücher eine Auflage von weit über einer Million Exemplaren. Im März 2008 erschien der vierte Kluftinger-Krimi mit dem Titel Laienspiel, der schon in der ersten Woche 100.000 Mal verkauft wurde.
Erntedank wurde im Herbst 2008 vom Bayerischen Rundfunk als Fernsehfilm produziert und am 26. September 2009 im Bayerischen Fernsehen erstmals ausgestrahlt. Der Film erzielte laut BR eine Einschaltquote von 26,7 Prozent; bundesweit sahen ihn 2,73 Millionen. Ein großer Teil des Films wurde in Memmingen gedreht. So wurde ein altes Verwaltungsgebäude der Lechwerke am Schweizerberg als Polizeirevier genutzt. Klüpfel spielte den Gerichtsmediziner Böhm.
Mit den Schauspielern, die schon in Erntedank mitgespielt haben, wurde 2012 der Fernsehfilm Milchgeld gedreht, der mehrfach in der ARD und in den Regionalprogrammen gezeigt wurde. Als dritter Fernsehkrimi erschien Seegrund im Jahr 2013. Es folgten die Verfilmungen Herzblut und Schutzpatron, die beide im Jahr 2016 erstmals gesendet wurden.
Das Buch Rauhnacht war die Vorlage für ein Theaterstück des Landestheaters Schwaben in Memmingen. Eine weitere Kluftinger-Episode Wetterleuchten, ein Theaterstück für das Landestheater hat keine Romanvorlage, sondern wird von Kobr und Klüpfel eigens dafür verfasst.

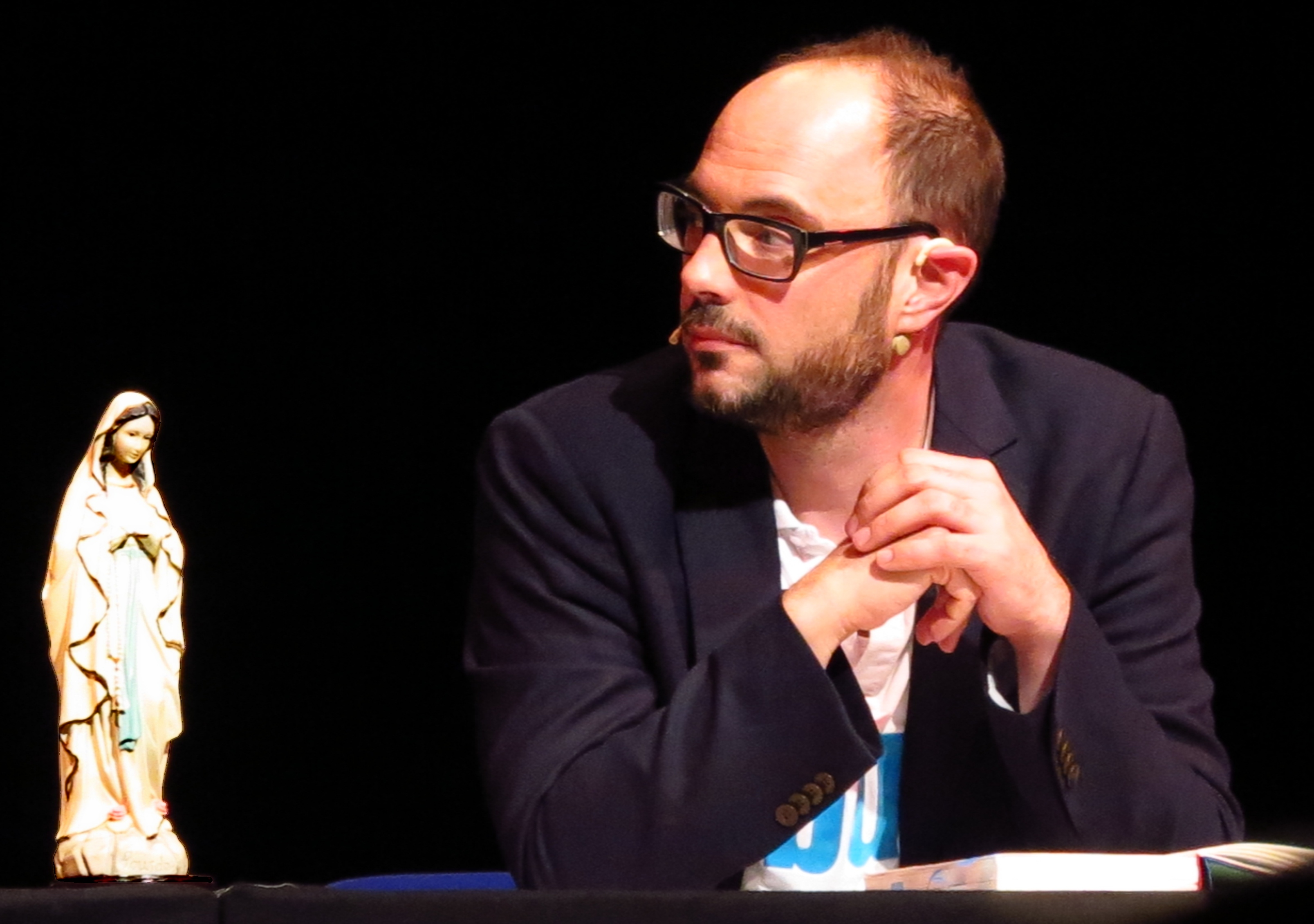
Volker Klüpfel mit Bühnenrequisit 2012

Der 5. Kluftinger-Krimi mit Namen Rauhnacht erschien am 11. September 2009. Er eroberte in den Spiegelbestsellerlisten direkt Position 1. Der sechste Kluftinger-Krimi, Schutzpatron, erschien im Jahr 2011. Der siebte Kluftinger-Krimi trägt den Titel Herzblut und erschien im Februar 2013 mit einer Startauflage von 250.000 Stück. Dies ist der erste Band der Serie, der beim Droemer-Knaur-Verlag erschien, wohin die beiden Autoren ihrer Lektorin vom Piper Verlag folgten. 2014 folgte Grimmbart.
Alle Kluftinger-Krimis sind in gekürzter Fassung, von Klüpfel und Kobr selbst gelesen, als Hörbuch erhältlich.
Inzwischen gibt es zwei Kluftinger-Brettspiele, Merchandising-Artikel wie Kleidung und Taschen sowie ein Kluftinger-Kochbuch. Außerdem verfassten die beiden Autoren ein Buch über ihre Lesereisen durch Deutschland, Österreich und die Schweiz.
Aus ihren Lesungen mit Show-Elementen entwickelten sie das Format der „Litcomedy“, mit dem sie 2013 auftreten.
Insgesamt erreichten die Kluftinger-Romane eine Gesamtauflage von 4,5 Millionen.

## Auszeichnungen
- 2005 Bayerischer Kunstförderpreis Literatur für Erntedank
- 2008 MIMI (Krimi-Publikumspreis des Deutschen Buchhandels)
- 2008 Kulturpreis der Stadt Memmingen
- 2008 Corine (Weltbild Leserpreis) für Laienspiel
- 2008 Leser von Amazon.de wählen Kommissar Kluftinger zum beliebtesten Krimihelden
- 2009 MIMI (Krimi-Publikumspreis des Deutschen Buchhandels)
- 2011 Kulturpreis Bayern

## Werke

### Gemeinsam mit Michael Kobr

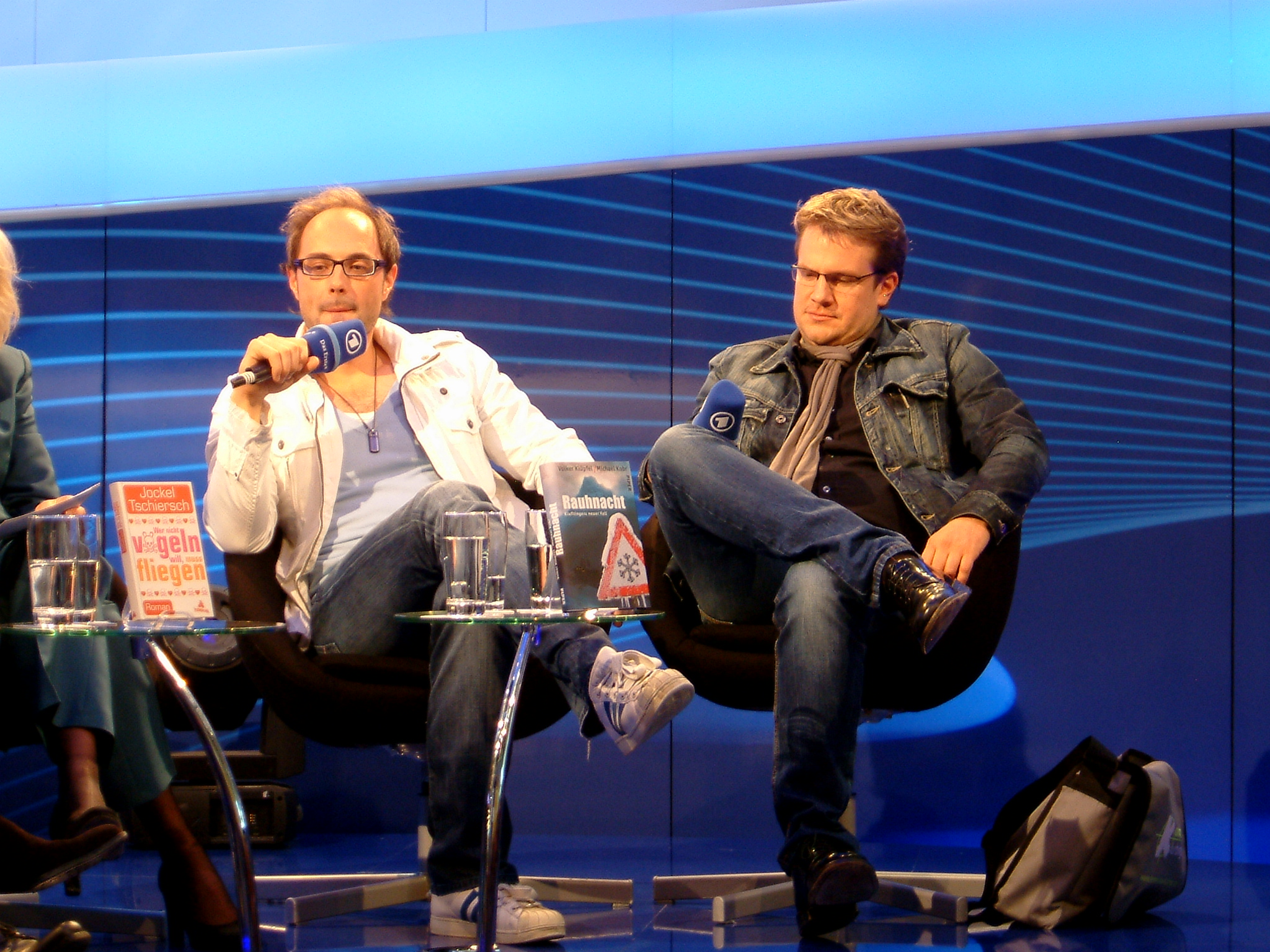
Michael Kobr und Volker Klüpfel bei einem Interview auf der Frankfurter Buchmesse 2009

- Milchgeld. Maximilian Dietrich Verlag, Memmingen 2003 (Neuauflage bei Piper im TB ISBN 978-3-492-26227-9), als Hörbuch bei Osterwold Audio, Hamburg 2013, ISBN 978-3-869-52194-7 (3 CDs, 228 min).
- Erntedank. Maximilian Dietrich Verlag, Memmingen 2004 (Neuauflage bei Piper im TB ISBN 978-3-492-24511-1), als Hörspiel bei Der Audio Verlag, Berlin 2009, ISBN 978-3-898-13850-5 (1 CD, 81 min), ab 2014 bei Hörbuch Hamburg ISBN 978-3-869-52226-5
- Seegrund. Piper Verlag, München 2006 (TB ISBN 978-3-492-25094-8), als Hörbuch bei Osterwold Audio, Hamburg 2013, ISBN 978-3-869-52195-4 (3 CDs, 225 min).
- Laienspiel. Piper Verlag, München 2008, ISBN 978-3-492-05073-9, als Hörbuch bei Osterwold Audio, Hamburg 2014, ISBN 978-3-869-52227-2 (3 CDs, 236 min).
- Rauhnacht. Piper Verlag, München 2009, ISBN 978-3-492-05204-7, als Hörbuch erschienen bei Osterwold Audio, Hamburg 2013, ISBN 978-3-869-52169-5 (4 CDs, 277 min). (Buch: Platz 1 der Spiegel-Bestsellerliste vom 21. September bis zum 18. Oktober 2009)
- Mahlzeit!: Kluftingers Allgäu-Kochbuch, Piper Verlag, München 2010, ISBN 978-3-884-72890-1.
- Schutzpatron. Kluftingers neuer Fall. Piper Verlag, München 2011, ISBN 978-3-492-05205-4, als Hörbuch erschienen bei Osterwold Audio, Hamburg 2015, ISBN 978-3-869-52269-2 (6 CDs, 420 min). (Buch: Platz 1 der Spiegel-Bestsellerliste vom 13. Juni bis zum 3. Juli 2011)
- Zwei Einzelzimmer, bitte!: Mit Kluftinger durch Deutschland Piper Verlag, München 2011, ISBN 978-3-492-27220-9.
- Herzblut: Kluftingers neuer Fall. Droemer Verlag, München 2013, ISBN 978-3-426-19937-4, als Hörbuch erschienen bei Osterwold Audio, Hamburg 2013, ISBN 978-3-869-52151-0 (10 CDs, 696 min) (Buch: Platz 1 der Spiegel-Bestsellerliste vom 11. März bis zum 7. April 2013)
- Grimmbart: Kluftingers neuer Fall. Droemer Verlag, München 2014, ISBN 978-3-426-19938-1, als Hörbuch erschienen bei Osterwold Audio, Hamburg 2014, ISBN 978-3-869-52230-2 (12 CDs, 905 min). (Buch: Platz 1 der Spiegel-Bestsellerliste vom 6. bis zum 12. Oktober 2014)
- In der ersten Reihe sieht man Meer. Droemer Verlag, München 2016, ISBN 978-3-426-19940-4, als Hörbuch erschienen bei Osterwold Audio, Hamburg 2016, ISBN 978-3-869-52297-5 (7 CDs, 499 min).
- Himmelhorn: Kluftingers neuer Fall. Droemer Knaur, München 2016, ISBN 978-3-426-19939-8
- Kluftinger (Buch: Platz 1 der Spiegel-Bestsellerliste vom 12. bis zum 18. Mai 2018)
- Draussen, Ullstein, 2019, ISBN 978-3-550-08181-1
- Funkenmord: Kluftingers elfter Fall, Ullstein, 2021, ISBN 978-3-548-06491-8
- Affenhitze: Kluftingers neuer Fall, Ullstein, 2022, ISBN 978-3-550-20146-2
- Die Unverbesserlichen – Der große Coup des Monsieur Lipaire, Ullstein, 2022, ISBN 978-3-550-20144-8
- Die Unverbesserlichen – Die Revanche des Monsieur Lipaire, Ullstein, 2023, ISBN 978-3-550-20145-5
- Lückenbüßer: Kluftinger ermittelt, Ullstein, 2024, ISBN 978-3-550-20147-9

### Als alleiniger Autor
- »Wenn Ende gut, dann alles«, 1. Band der Reihe Svetlana und Tommi ermitteln, Penguin, 2025, ISBN 978-3-328-60357-3